# Andreas Christian Duborg
Andreas Christian Duborg (20. august 1879 på Jernvedlund ved Ribe – 8. juni 1940) var en dansk godsejer og politiker.
Som tyveårig var han elev på Askov Højskole og tog derefter eksamen fra Landbohøjskolen. Som ung kandidat fik han ansættelse på Tranekær gods på Langeland og blev en meget betroet og benyttet mand på øen. I 1917 købte han Havgård, der med sine 32 tdr. hartkorn gav ham titlen godsejer. Ved folketingsvalget i 1929 blev han valgt for Venstre i Faaborgkredsen, som han repræsenterede til sin død 1940.
Duborg var ikke overraskende optaget af landbrugets situation, men ofrede derudover megen tid på samfundsøkonomiske spørgsmål. Der stod respekt om hans kyndighed i landbrugsspørgsmål og økonomi, men han var også værdsat som en realpolitiker. Han var modstander af enhver form for visnepolitik. 
I 1930 udgav han bogen Dansk Landbrugspolitik. En Nutidsbelysning af Jordlove og Ejendomsskatter (København: Gyldendalske Boghandel Nordisk Forlag 1930).
Duborg døde uventet i 1940, og hans suppleant var Venstres kandidat i Ærø-Faaborgkredsen, landsretssagfører A.L.H. Elmquist fra Svendborg, der var blevet opstillet som kandidat i sidstnævnte kreds 1939, hvor kandidatfællesskabet med Højrupkredsen blev ophævet. Elmquist skulle indtræde i Folketinget, men ønskede ikke at flytte fra Landstinget, som han netop var blevet valgt til. Mandatet tilfaldt derfor Venstres kandidat i Nyborgkredsen, konsulent Kresten Damsgaard fra Vester Skerninge. 